# 반곡지

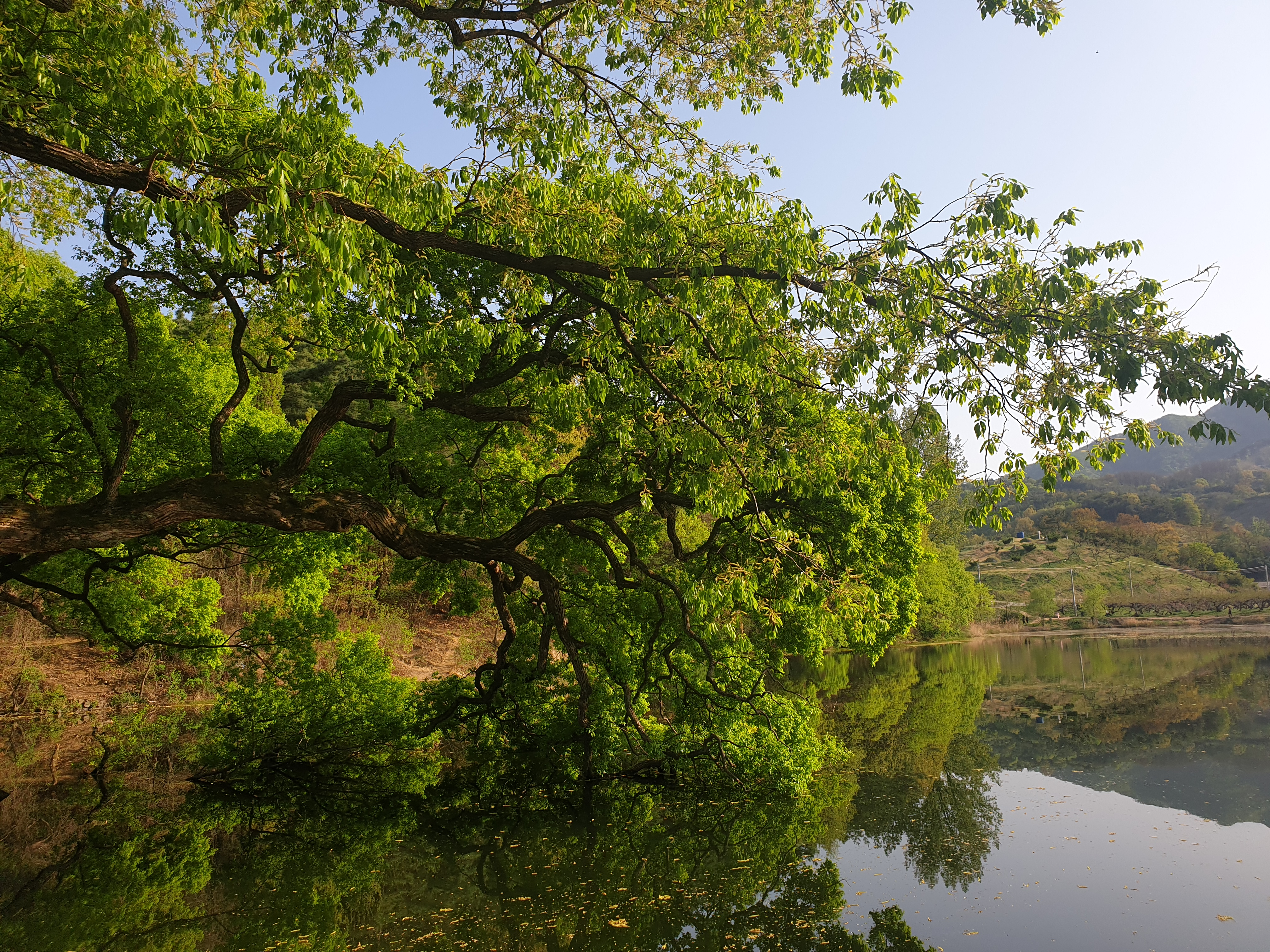
반곡지

반곡지(男妹池)는 경상북도 경산시 남산면에 있는 저수지다. 경산시의 대표적인 명소이다.